# Секей, Мозеш
Мозеш Секей (венг. Székely Mózes; 15 апреля 1553, Одорхею-Секуйеск — 17 июля 1603, Брашов) — венгерский князь Трансильвании, происходивший из венгероязычного народа Секеи.

## Биография
Мозеш Секей родился в семье торговца солью Яноша Секеи. Имя его матери неизвестно. У него было три брата: Иштван, Янош и Петер.

### Карьера
Мозеш поступил на службу к Стефану Баторию, который стал правителем после смерти Яноша II Запольяи (25 мая 1571). За отвагу во время восстания Каспара Бекеша (когда Мозеш с мечом во рту переплыл реку Марош и убил на дуэли одного из воинов Бекеша) он дослужился до командира княжеской гвардии. Мозеш был первым, кто возглавил княжескую армию против Бекеша в решающей битве при Керелес-Сентпале, одержав победу.
15 декабря 1575 года Батория избрали правителем Речи Посполитой, туда же его сопровождал Мозеш. Мозеш был одним из командиров пехоты, во время осады Данцига в 1577 году. В августе 1579 года его ранили в колено при осаде Полоцка. Также Мозеш участвовал в осаде Пскова в 1581 году. Но после того, как он во время дуэли отрезал ухо венгерскому дворянину, ему пришлось оставить армию. Также Мозеш участвовал в освобождении Гданьска и в Русско-польской войне, в составе польской армии Стефана Батория. За доблесть его посвятили в рыцари. Позже Мозеш воевал на стороне Жигмонда Батори и был ранен при штурме Фачада.
В 1582 или 1583 году Мозеш был назначен ишпаном соляной шахты в Фельшософальве. Затем ему были пожалованы королевские поместья в Шимонешти и Луэте. Его усадьба была построена в Шимонешти.
В конце декабря 1584 года Мозеш женился на неизвестной женщине (предположительно это Элизабет Бодони, дочь капитана Удвархелишека), но через год она умирает. В 1585 году Мозеш женился на Анне Корниш.
Сербы, жившие в Темешварском эялете восстали против османов, и попросили помощи у Жигмонда Батори. Тогда Жигмонд послал Мозеша с небольшой армией, чтобы помочь сербам. Но к тому времени, когда Мозеш со своей армией пересёк границу в июле 1594 года, османы уже победили сербов. Затем Мозеш осадил крепость Фэгет, не дождавшись своей пехоты. Но трансильванская кавалерия не смогла прорваться в крепость, и поэтому Мозеш был ранен, что вынудило его снять осаду 30 ноября. Мозеш не смог оправиться от ранения и стал хромым на всю жизнь.
Мозеш участвовал в войне против османов в Валахии в июне 1595 года. Затем Мозеш присоединился к Дьёрдю Борбели, который начал вторжение в конце лета в Османскую Империю. До конца года трансильванская армия захватила 6 крепостей вдоль реки Марош.
После того как Жигмонд Батори отказался от престола Трансильвании, его заменил император Священной Римской Империи Рудольф II, 23 марта 1598 года. Рудольф назначил трёх императорских уполномоченных, чтобы возглавить правительство Трансильвании. Мозеш начал переговоры с одним из комиссаров, Варфоломеем Пецценом, в Брашов, убеждая императора послать армию в Трансильванию до того, как османы вторгнутся в неё. Мозеш начал тайные переговоры с дядей Жигмонда Батори, Иштваном Бочкаем, о восстановлении власти Жигмонда. После того как Жигмонд вернулся в Коложзар 21 августа 1598 года, Мозеш убедил сельских жителей присягнуть к Жигмонду. Затем Жигмонд послал Мозеша и Иштвана Чаки в Орадя, потому что его капитан отказался отдать ему дань уважения. Когда они прибыли, на город напала османская армия, над которой Мозеш одержал победу.
21 марта 1599 года Жигмонд Батори снова отказался от престола Трансильвании, но настоял на том, чтобы правителем стал его двоюродный брат Андраш Батори. Тогда Рудольф II отправил своего воеводу Михая Храброго вторгнуться в Трансильванию. Андраш отправил Мозеша на переговоры с Михаем, но тот отказался заключить мир. Затем Мозеш проиграл в битве при Селленберке. Временным укрытием Мозеша была крепость Гурджиу. Андраш Батори хотел бежать в Польшу, но его убили простолюдины секеи.
После смерти Андраша Батори, Мозеш присягнул на верность Михаю Храброму и был назначен капитаном трансильванской армии. Но Мозеш поссорился с Михаем и сбежал в Польшу. После восстания трансильванских баронов против Михая Храброго, Мозеш вернулся и снова встал во главе трансильванской армии.
Когда Жигмонд окончательно отказался от власти в июле 1602 года, Трансильвания оказалась под властью габсбургского генерала Джорджо Басты, который организовал в княжестве целый террор. Тогда в Трансильвании поднялось восстание, во главе которого встали Мозеш и Габор Бетлен. Благодаря помощи султана Мехмеда III, зимой 1602—1603 годов Трансильвания была освобождена от Басты.

### Правление
15 апреля 1603 года трансильванские бароны избрали Мозеша князем Трансильвании. С мая по июнь 1603 года под власть Мозеша попала почти вся Трансильвания, за исключением городов, которых населяли саксонцы.
Напуганные Габсбурги обратились за помощью к Рaду Шeрбану, который, вместе с секеями, напал на Трансильванию. 17 июля 1603 года, трансильванская армия была разгромлена в битве при Брашове. В битве погибло около 4000 венгров, включая самого Мозеша.

### Семья
Мозеш родился в семье торговца солью Яноша Секеи. О его матери нечего неизвестно. У него было три брата: Иштван, Янош и Петер. В 1584 году Мозеш женился на неизвестной женщине, предположительно это была Элизабет Бодони, которая умерла через год. Затем Мозеш вышел замуж за вторую жену Анну Корниш, от которой у него родилось три сына: Иштван, Стефан и Мозеш младший. Самый старший сын Иштван умер вместе со своей матерью от чумы в Карансебеше в 1603 году. Стефан был упомянут в хартии Михая Храброго 1 декабря 1599 года, что свидетельствует о том, что Стефан умер в младенчестве. Мозеш младший родился в Карансебеше после смерти своего отца.